# CRESCENT MOON
《CRESCENT MOON》，日本女歌手中島美嘉的第2張單曲。2002年2月6日發行。

## 概述
- 與出道單曲「STARS」相隔約3個月的新作。
- 分為「金盤」與「銀盤」，各限定5萬張，共10萬張限定發售。
- c/w曲「DESTINY'S LOTUS」為與EXILE ASTUSHI的合唱作品。

## 收錄曲

### CD
1. CRESCENT MOON
  - 作詞：松本隆／作曲：大野宏明／編曲：田中義人
2. DESTINY'S LOTUS
  - 作詞：中島美嘉／Rap作詞：大蔵／作曲：Gajin／編曲：Tei$Towa
3. AMAZING GRACE
  - 作詞・作曲：John Newton／編曲：DREAMFIELD
  - 讃美歌「奇異恩典」的翻唱
4. CRESCENT MOON（Instrumental）
5. DESTINY'S LOTUS（Instrumental）

### 黑膠唱片
SIDE-A
1. CRESCENT MOON
2. CRESCENT MOON（Instrumental）

SIDE-B
1. DESTINY'S LOTUS
2. DESTINY'S LOTUS（Instrumental）

## 商業搭配
CRESCENT MOON
- 富士電視台連續劇「新宿傷痕戀歌」最終話片尾歌
- 日本電視台「『AX MUSIC FACTORY』AX POWER PLAY #063」主題歌
- 日本電視台「THE獨占Sunday」片尾歌

DESTINY'S LOTUS
- 日本電視台「『AX MUSIC FACTORY』AX POWER PLAY #064」主題歌

AMAZING GRACE
- 富士電視台「新宿傷痕戀歌」第1話使用曲